# Kosterswoning (Anloo)
De kosterswoning in Anloo werd omstreeks 1890 gebouwd. Het monumentale pand staat aan de Kerkbrink 1 in het Drentse dorp Anloo.

## Beschrijving

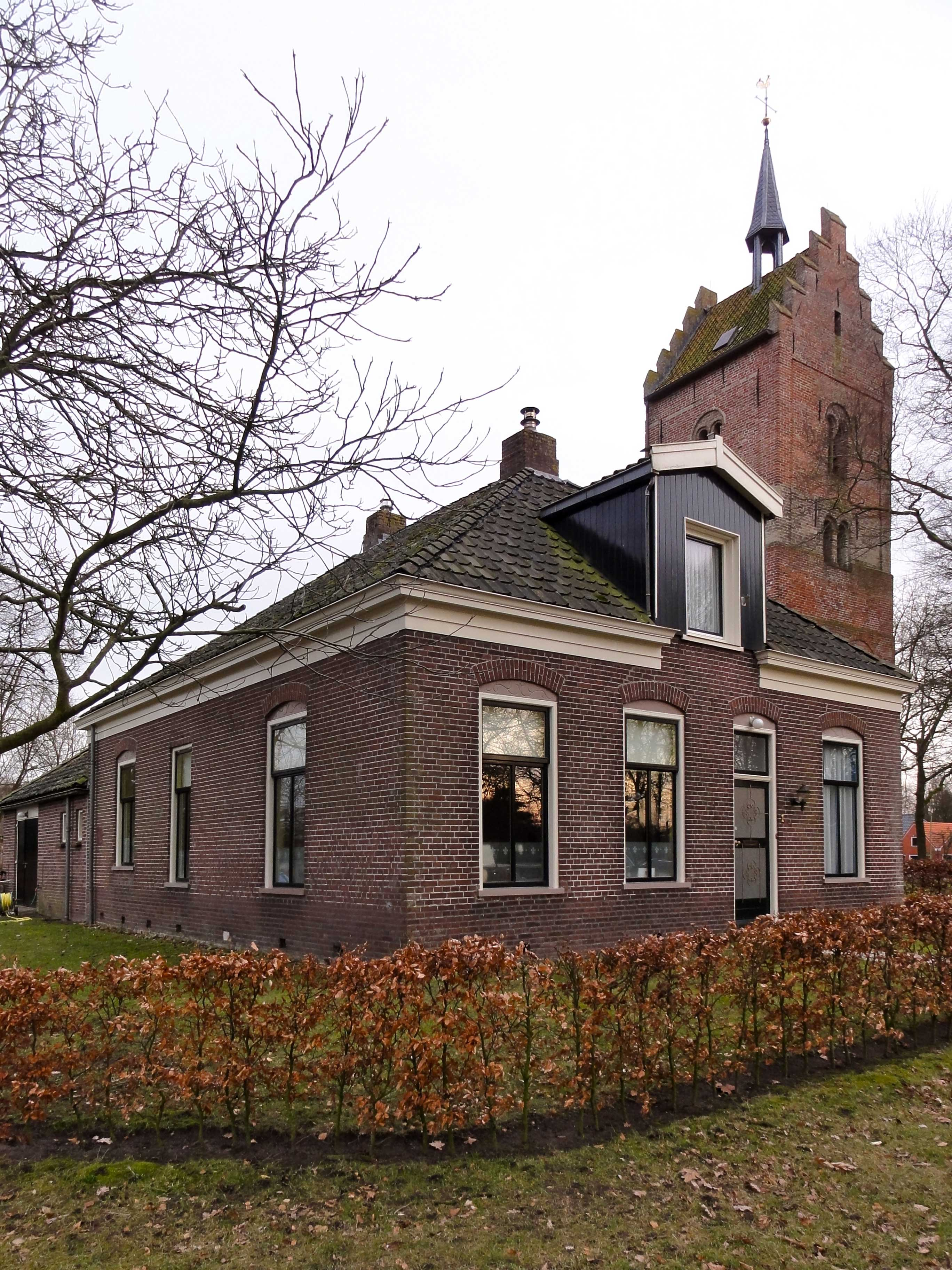
Kosterswoning met daarachter de Magnuskerk van Anloo

De kosterswoning werd gebouwd in een ambachtelijke, traditionele stijl. Door verbouwingen is een deel van het oorspronkelijke karakter verloren gegaan. Zo zijn de entree en de dakkapel aan de voorzijde en de beukenhaag van een latere datum. Vooral de ligging aan de Kerkbrink van Anloo en de samenhang met andere monumentale gebouwen aan de Kerkbrink, zoals de Magnuskerk en de pastorie, beide rijksmonumenten, verlenen het pand een cultuurhistorische waarde.
De voorgevel is asymmetrisch vormgegeven. De entree bevindt zich aan de rechterzijde van de woning, met rechts één venster en links twee vensters. De zijgevels aan de zuid- en de noordzijde hebben elk drie vensters, van ongelijke grootte. Zowel de deur als de vensters in voor en zijgevels hebben, op de twee middelste vensters in de zijgevels na, gemetselde segmentbogen en wit gepleisterde boogvelden. Het pand heeft een schilddak. Op de nok staan twee schoorstenen. In het midden boven de voorgevel is een houten dakkapel met zadeldak geplaatst met een groot venster aan de straatzijde. De daklijst is ter hoogte van de dakkapel onderbroken. De erfscheiding wordt gevormd door een beukenhaag. Tegen de achterzijde van de woning aan de oostzijde is in later tijd een garage gebouwd.
De kosterswoning is erkend als een provinciaal monument onder meer vanwege de cultuurhistorische-, civieltechnische- en stedenbouwkundige waarde. Het gebouw toont de manier waarop een kerkelijke dienstwoning op het einde van de 19e eeuw in een Drents brinkdorp vorm heeft gekregen. Vooral ook de samenhang met de aan naastgelegen Magnuskerk en de tegenoverliggende pastorie verlenen aan dit complex een bijzondere ensemblewaarde.